# Grande Retraite
Pour les articles homonymes, voir Grande Retraite (homonymie).
Première Guerre mondiale
Batailles
Front d'Europe de l’Ouest
- Liège (8-1914)
- Namur (8-1914)
- Frontières (8-1914)
- Anvers (9-1914)
- Grande Retraite (9-1914)
- Marne (9-1914)
- Course à la mer (9-1914)
- Yser (10-1914)
- Messines (10-1914)
- Ypres (10-1914)
- Givenchy (12-1914)
- 1re Champagne (12-1914)
- Hartmannswillerkopf (1-1915)
- Neuve-Chapelle (3-1915)
- 2e Ypres (4-1915)
- Colline 60 (4-1915)
- Artois (5-1915)
- Festubert (5-1915)
- Quennevières (6-1915)
- Linge (7-1915)
- 2e Artois (9-1915)
- 2e Champagne (9-1915)
- Loos (9-1915)
- Verdun (2-1916)
- Redoute Hohenzollern (3-1916)
- Hulluch (4-1916)
- 1re Somme (7-1916)
- Fromelles (7-1916)
- Arras (4-1917)
- Vimy (4-1917)
- Chemin des Dames (4-1917)
- 3e Champagne (4-1917)
- 2e Messines (6-1917)
- Passchendaele (7-1917)
- Cote 70 (8-1917)
- 2e Verdun (8-1917)
- Malmaison (10-1917)
- Cambrai (11-1917)
- Bombardements de Paris (1-1918)
- Offensive du Printemps (3-1918)
- Lys (4-1918)
- Aisne (5-1918)
- Bois Belleau (6-1918)
- 2e Marne (7-1918)
- 4e Champagne (7-1918)
- Château-Thierry (7-1918)
- Le Hamel (7-1918)
- Amiens (8-1918)
- Cent-Jours (8-1918)
- 2e Somme (9-1918)
- Bataille de la ligne Hindenburg
- Meuse-Argonne (10-1918)
- Cambrai (10-1918)

Front italien
Front d'Europe de l’Est
Front des Balkans
Front du Moyen-Orient
Front africain
Bataille de l'Atlantique
La Grande Retraite ou Retraite de la Marne est le nom donné à la lente retraite, menée par les forces alliées jusqu'à la Marne, sur le Front Ouest au début de la Première Guerre mondiale, à la suite de leur défaite contre les troupes de l'Empire allemand lors de la bataille de Mons le 23 août 1914. Les Alliés sont poursuivis de près par les Allemands, qui appliquent le plan Schlieffen.

## Le Cateau

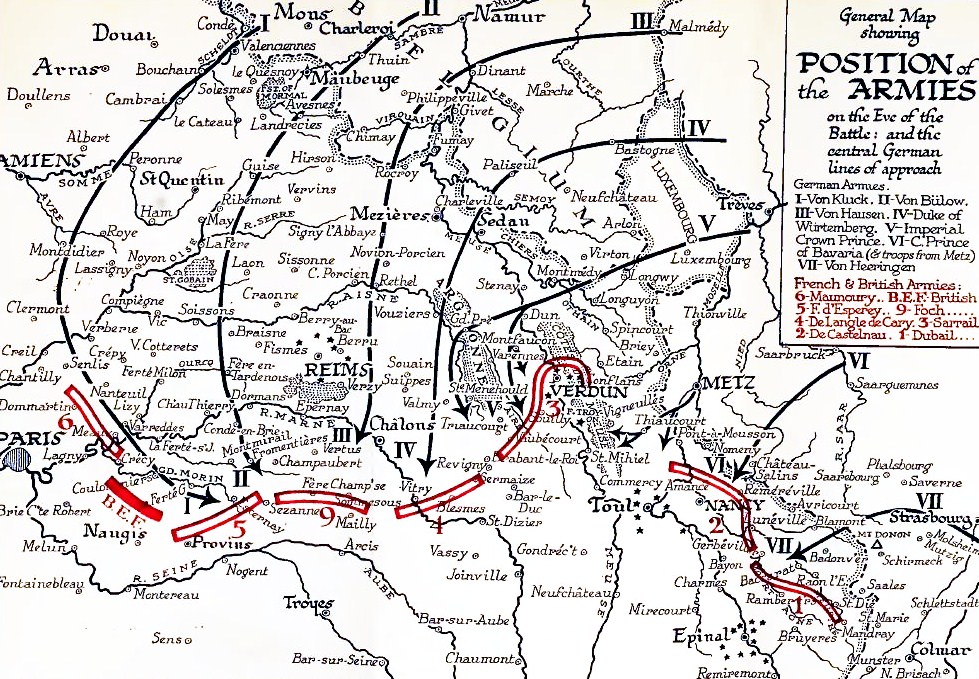
Le mouvement des troupes allemandes en septembre 1914.

Après avoir retenu les Allemands par la résistance de la ceinture fortifiée construite en avant de Liège, l'armée belge fait retraite vers sa base, l'importante place forte d'Anvers, la plus grande d'Europe. Ce faisant, elle distrait 150 000 hommes de troupe allemands en remportant sur eux une victoire tactique à Halen (bataille de la Gette) sur la cavalerie allemande appuyée de l'infanterie équipée de mitrailleuses. 
Pendant ce temps, les Alliés se retirent de Mons, dépassent Maubeuge (qui tombe le 7 septembre après le siège de la ville), et arrivent au Cateau.
Le 25 août, le commandant du 2e Corps britannique, le général Horace Smith-Dorrien ordonne à ses hommes de s'arrêter et de combattre. Les Alliés établissent des positions défensives autour de la ville et se préparent à une attaque inévitable. Dans la matinée du 26 août, les Allemands lancent un assaut massif sur les positions britanniques, qui ne tardent pas à chanceler. Les lignes alliées ne sont conservées que par l'arrivée de la cavalerie française.
Sur les 40 000 Alliés ayant combattu au Cateau, 7 812 furent tués, capturés ou blessés. De nombreuses unités britanniques disparurent complètement ce jour-là. Environ 2 600 hommes sont faits prisonniers, bien qu'un rapport officiel allemand parle de 12 000 prisonniers ce jour-là. Les Alliés perdent également 38 pièces d'artillerie. 
Dans la nuit, les Alliés se retirent à Saint-Quentin.

## Guise
Avec cette retraite tout le long de la ligne de front, le commandant en chef des armées françaises, Joseph Joffre, essaie de contenir l'avance allemande en contre-attaquant. Cette contre-attaque est réalisée par la 5e Armée du général Lanrezac à la bataille de Guise.
Le 29 août, la 5e armée française s'embusque sur la rive sud-est de l'Oise devant Guise avec la totalité de ses hommes. La IIe armée allemande avec sa direction de marche vers le sud-ouest doit alors défiler devant elle sur une route parallèle à l'Oise.
Cependant, Bülow est déjà au courant de la contre-attaque, grâce aux ordres retrouvés sur un officier capturé ; il a le temps de préparer ses défenses. Sur l'aile gauche française, l'attaque du  18e CA a pour résultat de lourdes pertes pour un succès limité. Côté droit, les 10e et 3e CA sont rejoints par le commandant du 1er CA, Franchet d'Espérey, sur la profondeur du dispositif de von Bülow vers Saint-Quentin. L'avancée sur le côté droit est plus réussie et oblige le général allemand à réorienter son dispositif vers le sud-est pour contre-attaquer Lanrezac le lendemain.
Le jour suivant, les Français décrochent durant la nuit et quittent les rives de l'Oise. L'effort de von Bülow tombe dans le vide, Guise est prise mais les troupes allemandes perdent une journée. La poursuite de la 5e armée change définitivement sa route vers le sud-est. Les Français continuent à se retirer vers la Marne, les Allemands les suivant à distance.

## La Marne

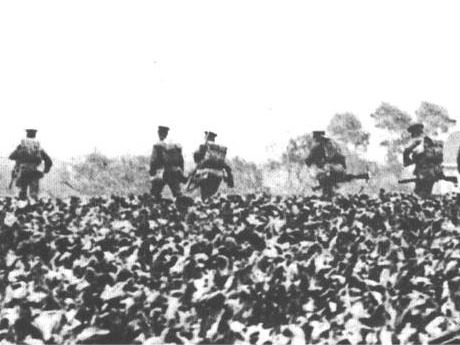
Avancée allemande

Les Alliés arrivent finalement sur la Marne où ils prennent position pour défendre Paris, prélude à la première bataille de la Marne, qui a lieu du 5 au 10 septembre. Cette bataille est un tournant majeur de la Première Guerre mondiale, elle prive les Allemands d'une victoire rapide.
Le Field Marshal Sir John French, commandant du corps expéditionnaire britannique, commence à établir des plans pour une éventuelle retraite totale vers les ports de la Manche suivie par une évacuation immédiate des forces britanniques. Le gouverneur militaire de Paris, le général  Joseph Gallieni, prépare la défense de la ville. Il veut organiser les armées françaises et britanniques pour contrer l'avancée allemande. Aussi, après avoir consulté Lord Kitchener, Gallieni reçoit le commandement du corps expéditionnaire britannique, et ordonne au maréchal French de ne pas se retirer davantage.
Environ six cents taxis, désormais connus sous le nom de « taxis de la Marne », principalement des Renault AG, sont réquisitionnés par Gallieni pour transporter sur le Front 6 000 soldats appartenant à des unités d'infanterie de réserve.
Le plan de Joffre est simple : toutes les unités alliées contre-attaquent les Allemands sur la Marne, espérant stopper leur avance. Au fur et à mesure des combats, les unités de réserve alliées sont envoyées pour remplacer les pertes et attaquer les rangs allemands. À midi, le 5 septembre, la bataille commence lorsque la 6e armée française, commandée par le général  Maunoury, frappe le flanc de la Ire armée allemande du général Alexander von Kluck.
Les Britanniques ne rejoignent la bataille que le 9 septembre, lorsque von Kluck (Ire armée allemande) commet une grave erreur stratégique. Il cherche à vaincre la 6e armée française en orientant ses forces vers l'ouest pour la fixer pendant que des éléments, retirés de la liaison avec Von Bülow, doivent l'envelopper par le nord. Alors que la 5e armée française se retire toujours vers le sud-est pour s'établir sur la Marne, von Bülow (IIe armée allemande) ordonne à ses forces de la poursuivre et de l'anéantir. Ce faisant, il ouvre un espace de 50 km entre les Ire et IIe Armées allemandes sur son flanc droit . Du fait de l'imprudence de Von Kluck, la trouée entre les Ire et IIe armées allemandes constitue une faiblesse grave. Celle-ci est rapidement découverte par l'aviation d'observation alliée. Voyant une telle opportunité, le général Joffre lance à l'attaque la 5e armée française ainsi que les trois corps d'infanterie et deux divisions de cavalerie du corps expéditionnaire britannique. Ils s'engouffrent rapidement dans la trouée ouverte entre les armées allemandes pour menacer les flancs des deux armées avec toutes leurs forces.
Le chef d'état-major allemand Helmuth von Moltke entrevoit immédiatement les dangers auxquels doivent faire face ses armées. Ses subordonnés prennent le commandement des Ire et IIe armées allemandes et leur ordonnent de se retirer jusqu'à l'Aisne afin de se regrouper. On raconte que[réf. nécessaire] Von Moltke est allé voir le Kaiser et lui a dit : « Votre Majesté, nous avons perdu la guerre. »
Les rôles sont à présent inversés et c'est au tour des Alliés de poursuivre la retraite allemande. Le prochain affrontement majeur aura lieu lors de la première bataille de l'Aisne, après quoi chaque camp creusera des tranchées dans lesquelles il s'enterrera pour les quatre années de combats à venir. Cette retraite allemande, menée entre le 9 et le 13 septembre, signifie l'abandon du plan Schlieffen. 
La défaite de l'armée allemande sur la Marne est décisive. Le plan consistant à vaincre rapidement la France avant de consacrer tous les efforts à la Russie n'a pas donné les résultats escomptés, malgré les énormes moyens déployés. Certains historiens[Lesquels ?] affirment que l'Empire allemand ne pouvait plus remporter la guerre après sa défaite lors de la première bataille de la Marne.

### Sources et bibliographie
- (en) Martin Marix Evans, Great battles of World War I, Devizes, Wiltshire, Selectabook, 2004, 144 p. (ISBN 978-1-84193-226-2, OCLC 224228681).
- (en) Nigel Jones (préf. Alistair Horne), The war walk : a journey along the Western Front, Londres, R. Hale, 1983, 234 p. (ISBN 978-0-7090-1174-3, OCLC 955005030).
- (en) Malcolm Brown, The Imperial War Museum book of the Western Front, London, Sidgwick & Jackson, 1993, 274 p. (ISBN 978-0-283-06140-0, OCLC 491380975).
- (en) Barbara Tuchman (préf. Robert K Massie), The Guns of August, New York, Ballantine, 1994 (1re éd. 1962), 566 p. (ISBN 978-0-345-38623-6, OCLC 881458391)
- Isselin, Henri. La Bataille de la Marne, éditions B. Arthaud, 1964.
- (en) Perris, G. H. The Battle of the Marne. Londres, Methuen, 1920